# Tiszaszentimre
Tiszaszentimre är en ort i Ungern.   Den ligger i provinsen Jász-Nagykun-Szolnok, i den centrala delen av landet, 130 km öster om huvudstaden Budapest. Tiszaszentimre ligger 88 meter över havet och antalet invånare är 2 340.
Terrängen runt Tiszaszentimre är mycket platt. Runt Tiszaszentimre är det ganska glesbefolkat, med 36 invånare per kvadratkilometer. Närmaste större samhälle är Kunhegyes, 15,0 km sydväst om Tiszaszentimre. Trakten runt Tiszaszentimre består till största delen av jordbruksmark.